# Brignolia trichinalis
Espèce
Synonymes
- Gamasomorpha trichinalis Benoit, 1979
- Lisna trichinalis (Benoit, 1979)

Statut de conservation UICN

 VU B1ab(iii)+2ab(iii) : Vulnérable
Brignolia trichinalis est une espèce d'araignées aranéomorphes de la famille des Oonopidae.

## Distribution
Cette espèce se rencontre aux Seychelles, à l'île Maurice et au Sri Lanka.

## Description
Le mâle décrit par Platnick, Dupérré, Ott et Kranz-Baltensperger en 2011 mesure 1,88 mm et la femelle 1,73 mm.

## Publication originale
- Benoit, 1979 : Contributions à l'étude de la faune terrestre des îles granitiques de l'archipel des Séchelles (Mission P.L.G. Benoit - J.J. Van Mol 1972). Oonopidae (Araneae). Revue de Zoologie Africaine, vol. 93, p. 185-222.